# توقيت أنتيغوا وباربودا
توقيت أنتيغوا وباربودا (AST) هو الوقت الرسمي في أنتيغوا وبربودا. يكون دائماً متأخراً 4 ساعات عن التوقيت العالمي (UTC − 04: 00). تمتلك أنتيغوا وبربودا منطقة زمنية واحدة فقط ولا تتبع التوقيت الصيفي.